# Mieczysław Kolasa
Mieczysław Kolasa (ur. 10 stycznia 1923 w Krakowie, zm. w grudniu 2024 tamże) – polski piłkarz i trener piłkarski, najdłużej żyjący zdobywca mistrzostwa Polski z Cracovią w 1948.

## Życiorys
Wychowanek KS Prokocim Kraków. W latach 1947–1957 zawodnik Cracovii, z którą w 1948 zdobył mistrzostwo Polski, rok później wicemistrzostwo, a w 1952 brązowy medal mistrzostw Polski oraz srebrny medal Pucharu Zlotu Młodych Przodowników, późniejszego Pucharu Ligi. Rozegrał 211 meczów, zdobywając 28 bramek dla klubu (w tym 86 meczów i 3 gole w I lidze). W latach 1958–1960 występował w klubie Wieliczanka Wieliczka, będąc grającym trenerem zespołu. W 1970 uzyskał uprawnienia trenera I klasy. Od 1 lutego 1978 do 17 października 1978 był trenerem Cracovii. Następnie trenował również piłkarzy KS Prokocim Kraków oraz KS Kabel Kraków. Przez 40 lat pracował jako starszy mistrz narzędziowy w Zakładach Budowy Maszyn i Aparatury im. Ludwika Zieleniewskiego w Krakowie, gdzie pierwsze praktyki zawodowe odbywał w czasie II wojny światowej. Od 1999 był członkiem Rady Seniorów Klubu Sportowego Cracovia. Zasiadał też w Radzie Seniorów Małopolskiego Związku Piłki Nożnej.  
Był ostatnim żyjącym mistrzem Polski z 1948 i najstarszym żyjącym zdobywcą mistrzostwa Polski.
Zmarł w wieku 101 lat. Został pochowany na cmentarzu Prokocim w Krakowie. 

## Życie prywatne
Jego kuzynem był Stanisław Flanek. Z żoną Marią miał dwoje dzieci: syna Władysława i córkę Barbarę. Doczekał się prawnuka, z którym w 2023 symbolicznie rozpoczął Trening Noworoczny. 

## Sukcesy

### Cracovia
- Mistrzostwo Polski: 1948
- Wicemistrzostwo Polski: 1949
- Brązowy medal mistrzostw Polski: 1952
- Finał Pucharu Ligi: 1952

## Odznaczenia i wyróżnienia
- Srebrny Krzyż Zasługi
- Odznaka „Honoris Gratia”
- Cracovia Restituta
- Merenti KS Cracovia
- Medal 50-lecia Cracovii
- Medal 60-lecia Cracovii
- Medal 75-lecia Cracovii
- Medal 100-lecia Cracovii
- Medal 110-lecia Cracovii
- Medal 75-lecia Rady Seniorów KS Cracovia